# Everglaze
Everglaze je označení pro speciální úpravu bavlněných tkanin.

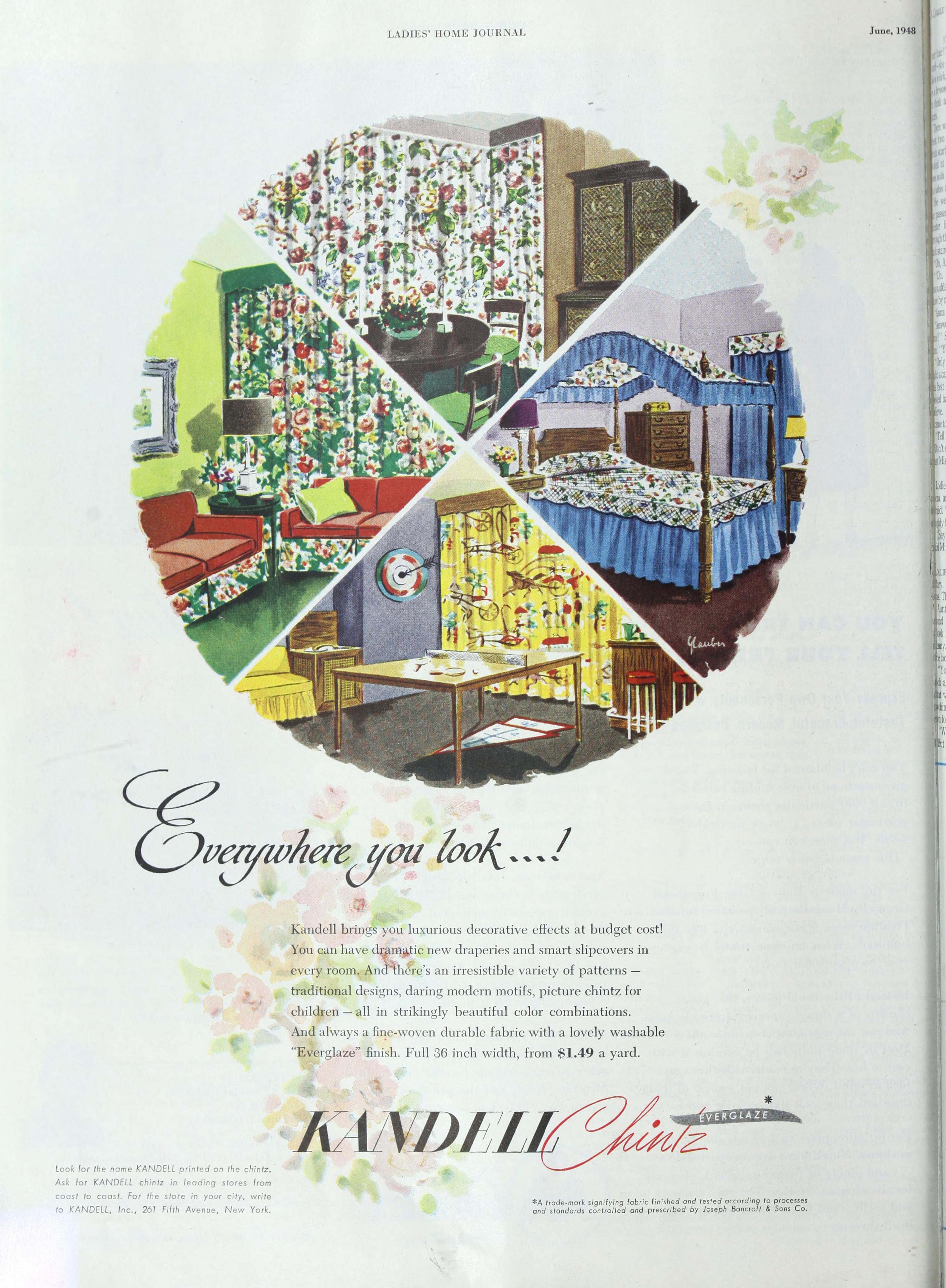
Reklama na Everglaze z roku 1948

Technologie byla vyvinuta u americké firmy Bancroft & Sons a chráněna patentem z roku 1938. Úprava se používá hlavně pro jemné bavlněné tkaniny, zpracování se skládá z:
- impregnace umělou pryskyřicí
- sušení při nízkých teplotách
- gaufrování razícím kalandrem
- a fixace horkým vzduchem[2]

Tkaniny upravené everglazem mají na povrchu raženou strukturu, jsou měkké, dobře splývají, nemusí se žehlit a mají jen minimální sráživost.
V 50. a 60. letech 20. století prodala firma Bancroft v USA a v západní Evropě výhodně licence na použití technologie everglaze a podpořila prodej oděvních a bytových textilií s označením Everglaze např. sponzoringem volby Miss USA.
V 21. století jsou výrobky s úpravou everglaze známé jen z historických archivů nebo jako starožitnosti.  